# Ernesto Maserati
Ernesto Maserati (Voghera, 4 agosto 1898 – Bologna, 1º dicembre 1975) è stato un pilota automobilistico, ingegnere e imprenditore italiano.
Fondò insieme ai suoi fratelli la Maserati a Bologna, il 1º dicembre 1914. A capo dell'azienda c'era Alfieri Maserati. Ernesto diresse la Maserati durante la prima guerra mondiale, mentre i fratelli erano al fronte.

## Biografia
La sua carriera di pilota iniziò nel 1924. Vinse il campionato italiano piloti nel 1927 alla guida di una Maserati Tipo 26, e nel 1930.
Dopo che suo fratello Alfieri Maserati morì nel 1932, Ernesto divenne il direttore e l'ingegnere capo della Casa automobilistica del Tridente. Era anche l'unico pilota.
Quando l'azienda fu venduta ad Adolfo Orsi nel 1937, i fratelli Maserati rimasero nella società con un contratto di dieci anni, ed Ernesto partecipò allo sviluppo della Maserati A6 dopo la seconda guerra mondiale. Nel 1947 lasciò la Maserati insieme ai fratelli Ettore e Bindo, per fondare la OSCA, una nuova casa automobilistica.
Morì a Bologna nel 1975.

## Risultati nel Campionato europeo
| Anno | Partecipante | Costruttore | 1   | 2       | 3   | EDC | Punti |
| ---- | ------------ | ----------- | --- | ------- | --- | --- | ----- |
| 1931 | Maserati     | Maserati    | ITA | FRA Rit | BEL | 46= | 22    |

| Colore  | Risultati                                                         |
| ------- | ----------------------------------------------------------------- |
| Oro     | Vincitore                                                         |
| Argento | 2º posto                                                          |
| Bronzo  | 3º posto                                                          |
| Verde   | Finita, a punti                                                   |
| Blu     | Finita, senza punti Finita, non classificato (NC)                 |
| Viola   | Non finita (Rit)                                                  |
| Rosso   | Non qualificato (NQ) Non pre-qualificato (NPQ)                    |
| Nero    | Squalificato (SQ)                                                 |
| Bianco  | Non partito (NP)                                                  |
| Celeste | Disputa solo le prove (SP)                                        |
| Celeste | Iscritto alle prove libere - Terzo pilota (TP) - dal 2003 al 2006 |
| Vuoto   | Non prende parte alle prove (NPR)                                 |
| Vuoto   | Iscritto ma non presente, non arrivato (NA)                       |
| Vuoto   | Ritirato prima dell'evento (WD)                                   |
| Vuoto   | Infortunato (INF)                                                 |
| Vuoto   | Escluso (ES)                                                      |
| Vuoto   | Gara cancellata (C)                                               |